# Parey-Saint-Césaire
Parey-Saint-Césaire é uma comuna francesa na região administrativa de Grande Leste, no departamento de Meurthe-et-Moselle. Estende-se por uma área de 5,67 km². Em 2010 a comuna tinha 249 habitantes (densidade: 43,9 hab./km²).